# Mhongozi
Mhongozi ist ein Verwaltungsbezirk (Ward) des Distrikts Mbinga in der tansanischen Region Ruvuma.

## Geografie
Mhongozi liegt im Südwesten von Tansania etwa 80 Kilometer Luftlinie westlich der Regionshauptstadt Songea und 30 Kilometer vom Malawisee entfernt. Der Bezirk grenzt im Norden an Ruanda, im Osten an Kigonsera, im Süden an Lukarasi, im Südwesten an Kitumbalomo und im Westen an Matiri. Bei der Volkszählung 2022 lebten 5774 Menschen in 1318 Haushalten auf einer Fläche von 122 Quadratkilometern.

## Gliederung
Der Bezirk besteht aus drei Gemeinden (Mtaa) mit 21 Orten (Kitongoji):
| Sara - Sara Kati - Iputi - Dodoma - Kyela - Mayange - Miwanga | Kihumbaguru - Kipololo - Kiharaka - Fuklandi - Chiwindi - Kiumbaguru Kati - Ndambo | Mhongozi - Mhongozi Kati - Njombe - Nandete - Peramiho - Kairo - Rahaleo - Ilakai - Miwanga A - Miwanga B |

## Infrastruktur
- Gesundheit: In Mhongozi gibt es eine staatliche Apotheke.[8]

## Sonstiges
Der gemeinnützige Verein Brückenschlag Sachsen – Tanzania und das Bistum Dresden-Meißen unterstützen den Neubau einer Grundschule in Mhongozi.